# Şafarīn
Şafarīn (persiska: سورين, Sūrīn, صفرين) är en ort i Iran.   Den ligger i provinsen Qazvin, i den norra delen av landet, 130 km nordväst om huvudstaden Teheran. Şafarīn ligger 1 199 meter över havet och antalet invånare är 253.
Terrängen runt Şafarīn är kuperad åt sydväst, men åt nordost är den bergig.Runt Şafarīn är det ganska tätbefolkat, med 108 invånare per kvadratkilometer. Närmaste större samhälle är Rāzmīān, 9,7 km nordväst om Şafarīn. Trakten runt Şafarīn består i huvudsak av gräsmarker.